# Pomatorhin à tête ardoise
Pomatorhinus schisticeps
Espèce
Statut de conservation UICN

 LC  : Préoccupation mineure
Le Pomatorhin à tête ardoise (Pomatorhinus schisticeps) est une espèce d'oiseaux de la famille des Timaliidae.

## Répartition
Cette espèce vit des montagnes de l'Himalaya, dans le nord de l'Inde, en Birmanie, en Thaïlande, au Laos, au Cambodge jusqu'au Vietnam et la Péninsule Malaise au Sud.

## Description
Le pomatorhin à tête d'ardoise mesure de 19 à 23 cm.

## Habitat
Cet oiseau vit dans les forêts tropicales et subtropicales de grands arbres à feuilles persistantes de moyenne montagne (de 300 à 1500 mètres d'altitude).
Il apprécie plus particulièrement les forêts de vallées entrecoupées de vastes clairières et de parcelles cultivées.

## Nutrition
Le pomatorhin à tête d'ardoise est omnivore.
Il manifeste une préférence pour l'alimentation carnée.
Mammifères, insectes, œufs et oisillons figurent principalement à son menu.
Le complément est assuré par toutes sortes de fruits mûrs.

## Reproduction
Les deux parents construisent un nid à l'extrémité d'une grosse branche ou dans le feuillage d'un jeune arbre à une hauteur de 3 à 6 mètres. Ce nid est constitué de branches, de racines, de feuilles  et de fibres végétales.

## Taxinomie
Selon le Congrès ornithologique international et Alan P. Peterson il existe 13 sous-espèces :
- Pomatorhinus schisticeps leucogaster Gould, 1838
- Pomatorhinus schisticeps schisticeps Hodgson, 1836
- Pomatorhinus schisticeps salimalii Ripley, 1948
- Pomatorhinus schisticeps cryptanthus Hartert, 1915
- Pomatorhinus schisticeps mearsi Ogilvie-Grant, 1905
- Pomatorhinus schisticeps ripponi Harington, 1910
- Pomatorhinus schisticeps nuchalis R.G.W. Ramsay, 1877
- Pomatorhinus schisticeps difficilis Deignan, 1956
- Pomatorhinus schisticeps olivaceus Blyth, 1847
- Pomatorhinus schisticeps fastidiosus Hartert, 1916
- Pomatorhinus schisticeps humilis Delacour, 1932
- Pomatorhinus schisticeps annamensis Robinson & Kloss, 1919
- Pomatorhinus schisticeps klossi E.C.S. Baker, 1917